# Chabbāb ibn al-Aratt
Abū ʿAbdallāh Chabbāb ibn al-Aratt (arabisch أبو عبد الله خبّاب بن الأرتّ, DMG Abū ʿAbdallāh Ḫabbāb ibn al-Aratt; geboren um 586; gestorben 657 in Kufa) war ein ehemaliger Sklave, der zu den ersten Anhängern des Propheten Mohammed gehörte. Ibn Hischām führt ihn unter den Sābiqūn auwalūn an zwölfter Stelle auf. Aufgrund seiner prekären sozialen Lage und der Offenheit, mit der er seine Glaubensüberzeugungen kundtat, soll er besonderen Verfolgungen durch seine Umgebung in Mekka ausgesetzt gewesen sein. Aufgrund dessen gilt er in der islamischen Tradition als ein besonderes Vorbild für Standhaftigkeit (ṣabr). Auch als Hadith-Überlieferer spielte Chabbāb eine gewisse Rolle. Insgesamt soll es 32 Hadithe geben, die über ihn auf den Propheten zurückgeführt werden.

## Herkunft und frühe Jahre
Nach allgemeiner Überlieferung gehörte Chabbāb den Banū Saʿd ibn Zaidmanāt an, einem Stamm der Tamīm, dessen Streifgebiet sich in Ostarabien befand, Sein vollständiger Nasab lautete Chabbāb b. al-Aratt b. Dschandala b. Saʿd b. Chuzaima b. Kaʿb b. Saʿd b. Zaidmanāt b. Tamīm. Ursprünglich lebte Chabbāb in dem Fruchtland (sawād) des Irak, sein Vater gehörte zu den Bewohnern der Stadt Kaskar. Bei einem Raubüberfall einer Gruppe von den Rabīʿa auf diese Gegend wurde er gefangen genommen, versklavt und in den Hidschāz gebracht, wo ihn entweder Sibāʿ ibn ʿAbd al-ʿUzzā. oder dessen Mutter Umm Sibāʿ kaufte. Sibāʿ schenkte ihn später seiner Tochter Umm Anmār weiter, die ihn freiließ.
Sibāʿ und seine Familie gehörten dem Stamm der Chuzāʿa an waren Beisassen (ḥulafāʾ) der Banū Zuhra aus dem Stamm der Quraisch, genauer gesagt von ʿAuf ibn ʿAbd ʿAuf ibn ʿAbd al-Hārith, dem Vater von ʿAbd ar-Rahmān ibn ʿAuf. Auf diese Weise hatte Chabbāb eine dreifache Nisba: Von der Herkunft (nasab) her war er ein Tamīmit, durch sein Schutzverhältnis (walāʾ) war er ein Chuzāʿit, und durch den Bündnisvertrag (ḥilf) seiner ehemaligen Herrin ein Zuhrit. Seinen Lebensunterhalt verdiente Chabbāb als Schmied (qain), und Schwertfeger.

## Bekehrung zum Islam und Verfolgung durch Mekkaner
Nach einer Überlieferung, die Muhammad ibn Saʿd anführt, trat Chabbāb zum Islam über, noch bevor Mohammed in das Haus al-Arqam eintrat und dort zu predigen begann. Mudschāhid ibn Dschabr rechnete ihn sogar dem Kreis der sechs Personen zu, die als erste den Islam nach außen gezeigt haben, noch bevor Mohammed selbst dies tat. Ähnlich äußerte sich Kirdaus al-Ghatafānī: Chabbāb sei die sechste Person, die den Islam angenommen habe. Ibn Hischām führte dagegen Chabbāb in seiner Liste der ersten Muslime erst an zwölfter Stelle auf.
ʿUrwa ibn az-Zubair rechnete Chabbab den sogenannten Mustadʿafūn zu, einer Gruppe von Prophetengefährten, die aufgrund ihrer schwachen sozialen Stellung besonders stark der Verfolgung durch die heidnischen Mekkaner ausgesetzt waren. Andere Muslime, die dieser Gruppe zugehörten, waren Suhaib ibn Sinān, ʿAmmār ibn Yāsir und Bilāl ibn Rabāh.
Nach einer Überlieferung, die at-Tabarī unter Berufung auf ʿAbdallāh ibn Masʿūd in seinem Korankommentar anführt, sollen die Quraisch Mohammed für seinen Umgang mit diesen Menschen getadelt und ihm in Aussicht gestellt haben, dass sie sich ihm vielleicht anschließen würden, wenn er sich von Chabbāb und den anderen sozial schwachen Muslimen trenne. Muhammad soll versucht gewesen sein, dieses Angebot anzunehmen, es aber schließlich abgelehnt haben. Dies soll der Offenbarungsanlass für Sure 6:52 gewesen sein: „Vertreibe nicht diejenigen, die ihren Herren anrufen am Morgen und am Abend, um seine Nähe zu erstreben! Dir steht es nicht zu, mit ihnen irgendetwas abzurechnen, und ihnen steht es nicht zu, mit dir irgendetwas abzurechnen, so dass du sie vertreiben könntest. Denn dann gehörtest du zu den Bedrückern.“
Nach einer Überlieferung, die Muhammad ibn Saʿd unter Berufung auf al-Aʿmasch anführt, hatte Chabbāb in Mekka vor allem mit al-ʿĀs ibn Wāʾil, dem Vater von ʿAmr ibn al-ʿĀs, Schwierigkeiten. Als er einmal eine Forderung an ihn hatte und zu ihm kam, um die Schuld einzutreiben, sagte ihm dieser, er werde ihn nicht eher bezahlen, als bis er Mohammed verleugne. Chabbāb soll darauf geantwortet haben: "Ich werde ihn nicht eher verleugnen, als bist du gestorben und wieder auferstanden bist." Al-ʿĀs nahm dies als eine willkommene Möglichkeit für ein Schuldenmoratorium und sagte. "Ich werde also vom Tode wiedererauferstehen? So werde ich dich bezahlen, sobald ich mein Vermögen und meine Kinder wieder erlangt habe." Auf diesen Vorfalls soll das Koranwort von Sure 19:77-80 Bezug nehmen: "Hast Du wohl den gesehen, der unsere Zeichen leugnete und sprach: 'Man wird mir Gut und Kinder geben!' Hat er wohl das Verborgene ergündet oder mit dem Erbarmer einen Bund geschlossen? Nein doch! Aufschreiben werden wir, was er sagt, und werden ihm die Strafe verlängern. Was er sagt, werden wir erben, und er wird ganz allein zu uns kommen."
Nach einem Bericht, der auf asch-Schaʿbī (st. zw. 721-728) zurückgeführt wird, versuchte man vergeblich, Chabbāb von seinem Glauben abzubringen, indem man ihn rücklings auf kochend heiße Steine band. Hierbei soll das Fleisch seines Rückens zerstört worden sein. Al-Balādhurī will von Muhammad ibn Saʿd erfahren haben, dass derjenige, der Chabbāb in dieser Weise quälte, ʿUtba ibn Abī Waqqās, der Bruder von Saʿd ibn Abī Waqqās, war. Er hielt aber eine andere Überlieferung für wahrscheinlicher, wonach al-Aswad ibn ʿAbd Yaghūth diese Foltermethode angewandt hatte.
Als ʿUmar ibn al-Chattāb später einmal Bilāl ibn Rabāh wegen des von ihm erlittenen Leides lobte, verwies Chabbāb darauf, dass er im Gegensatz zu Bilāl in Mekka keinerlei Protektion (manāʿa) besessen habe. Selbst seine frühere Herrin Umm Anmār soll Chabbāb wegen seiner Nähe zum Propheten verfolgt und mit einem heißen Eisen verletzt haben.

## Auswanderung nach Medina
Nach seiner Auswanderung nach Medina wohnte Chabbāb dort zusammen mit al-Miqdād ibn ʿAmr zunächst bei Kulthūm ibn Hidm. Als dieser kurz vor der Schlacht von Badr starb, zogen sie zu Saʿd ibn ʿUbāda um und bleiben bei diesem bis zum Angriff auf die Banu Quraiza wohnen. Als Mohammed zwischen den Ansār und den Muhādschirūn Brüderpaare bildete, bekam Chabbāb den Ansārī Dschabr ibn ʿAtīl zugeteilt. Nach einer anderen Überlieferung wurde er Tamīm, dem Klienten von Chirāsch ibn as-Simma zugeordnet.
Chabbāb nahm an allen Schlachten Mohammeds teil, neben der Schlacht von Badr auch an der Schlacht von Uhud und der Grabenschlacht. Einige Autoren wie Abū Nuʿaim, Hudschwīrī und Schams ad-Dīn as-Sachāwī nahmen Chabbāb auch in die Liste der Ahl as-Suffa auf.
Chabbāb litt lange an einer Krankheit. Als ʿUmar ibn al-Chattāb Kalif geworden war, zeigte er diesem eine große aussätzige Stelle auf seinem Rücken, die daher rührte, dass ihn die Mekkaner rücklings in ein Feuer gedrückt hatten, um ihn von seinem Glauben abzubringen. ʿUmar wird in diesem Zusammenhang mit den Worten zitiert, dass er vorher noch nie so etwas gesehen habe.

## Übersiedlung nach Kufa
Als die Muslime die neue Lagerstadt Kufa anlegten, siedelte Chabbāb dorthin über und erbaute sich ein Haus. Dieses stand der Kreuzung (čahārsūǧ) von Chunais. ʿUthmān gewährte ihm die beiden Landgüter Saʿnabā und Istīniyā in der Nachbarschaft von Kufa, so dass er wohlhabend wurde. Chabbāb galt in Kufa auch als Autorität für den Koran. So soll ʿAbdallāh ibn Masʿūd, als man ihn nach einer Erklärung für die geheimnisvollen Buchstaben ṭ-s-m am Anfang von Sure 26 fragte, geantwortet haben: "Ich habe sie nicht. Aber haltet euch an denjenigen, der sie vom Gottesgesandten erhalten hat. Haltet euch an Abū ʿAbdallāh Chabbāb ibn al-Aratt."
Sein Gesundheitszustand verschlechterte sich jedoch zusehends. Personen, die Chabbāb während seiner Krankheit besuchten, berichteten, dass man ihn auf dem Bauch an sieben Stellen kauterisiert hatte. Er selbst soll bei dieser Gelegenheit gesagt haben: „Wenn uns der Gottesgesandte nicht verboten hätte, den Tod herbeizuwünschen, so hätte ich ihn herbeigewünscht.“
Der erlangte Wohlstand soll ihm große Gewissensnöte bereitet haben. Als man ihm ein Leichentuch aus feinem Qubātī-Stoff brachte, soll er weinend davon berichtet haben, wie die Muslime Hamza ibn ʿAbd al-Muttalib seinerzeit nur in sein Obergewand gehüllt begraben und, da es ihm nicht bis zu den Füßen reichte, diese mit Zitronengras (iḏḫir) bedeckt hatten. Den Besuchern gegenüber äußerte er, dass er in der Zeit Mohammeds keinen einzigen Dirham besessen habe, nun aber 40.000 Dirham in seinem Haus habe. Wegen der schon im Diesseits erhaltenen Güter fürchtete er, seines jenseitigen Lohns verlustig zu gehen. Deshalb hielt er die Prophetengefährten, die schon vor der Zunahme des Reichtums unter den Muslimen gestorben waren, für glücklicher als diejenigen, die wie er noch lebten. Nach einer Überlieferung in dem Musnad von Ahmad ibn Hanbal verkaufte er eines seiner Landgüter, um den Erlös den Armen zu spenden.

## Tod und Begräbnis
Nach dem Tod ʿUthmāns schloss sich Chabbāb ʿAlī ibn Abī Tālib an. Er starb im Sommer 657 in seinem Haus in Kufa im Alter von 73 Jahren, während ʿAlī gerade in Siffīn weilte. Nach einem Bericht, den Ibn Saʿd anführt, war er der erste, den ʿAlī nach seiner Rückkehr von Siffīn in Kufa begrub. Nach einem anderen Bericht bei al-Fāsī (st. 1429) war Chabbāb zu diesem Zeitpunkt bereits begraben. ʿAlī und seine Gefährten sollen sein Grab zusammen mit sechs anderen neuen Gräbern beim Eintritt in die Stadt auf ihrer rechten Seite gesehen haben. Als ʿAlī nach diesen Gräbern fragte, wurde ihm erklärt, dass Chabbāb verfügt hatte, dass man ihn außerhalb der Stadt begraben sollte. Bis dahin war es üblich, dass die Menschen ihre Toten in den Höfen ihrer Häuser oder vor ihnen begruben. Nach dem Vorbild von Chabbāb habe man die anderen Toten auf der Anhöhe (ẓahr) Kufas begraben. Auch Ibn Saʿd erwähnt, dass Chabbāb einen Wandel in den örtlichen Begräbnisriten einleitete, insofern als vorher die Bewohner von Kufa ihre Toten auf den Friedhöfen (ǧabbānāt) ihrer eigenen Stämme begruben. Hichem Djaït bezweifelt allerdings, dass es tatsächlich einen solchen Wandel der Begräbnisriten in Kufa gab, da viele Belege aus späterer Zeit auf eine Weiternutzung der Stammesfriedhöfe hindeuten.
Berühmt sind die Worte, die ʿAlī ausgesprochen haben soll, als er vom Tode Chabbābs erfuhr: "Gott habe Erbarmen mit Chabbāb. Er ist auf eigenen Wunsch zum Islam übergetreten, hat bereitwillig die Hidschra vollzogen, hat als Dschihād-Kämpfer gelebt und hat unter seinem Körper gelitten."
Chabbābs Sohn ʿAbdallāh wurde wenig später zusammen mit seiner schwangeren Frau auf grausame Weise von den Charidschiten getötet, als er es ablehnte, sich zu ihrer Lehre zu bekennen und sich von ʿUthmān und ʿAlī loszusagen.